# Chaussure à orteils

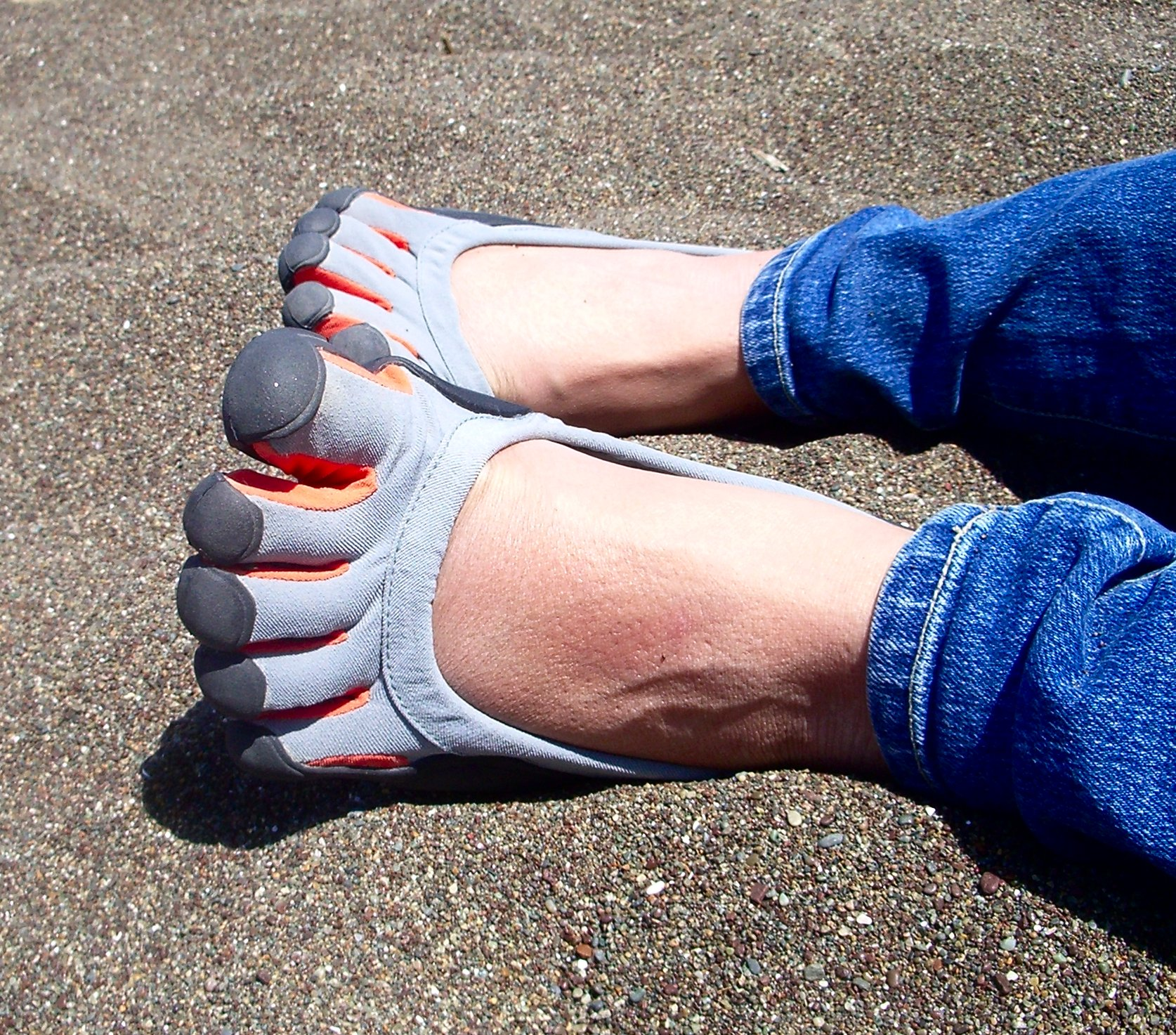
Chaussures à orteils

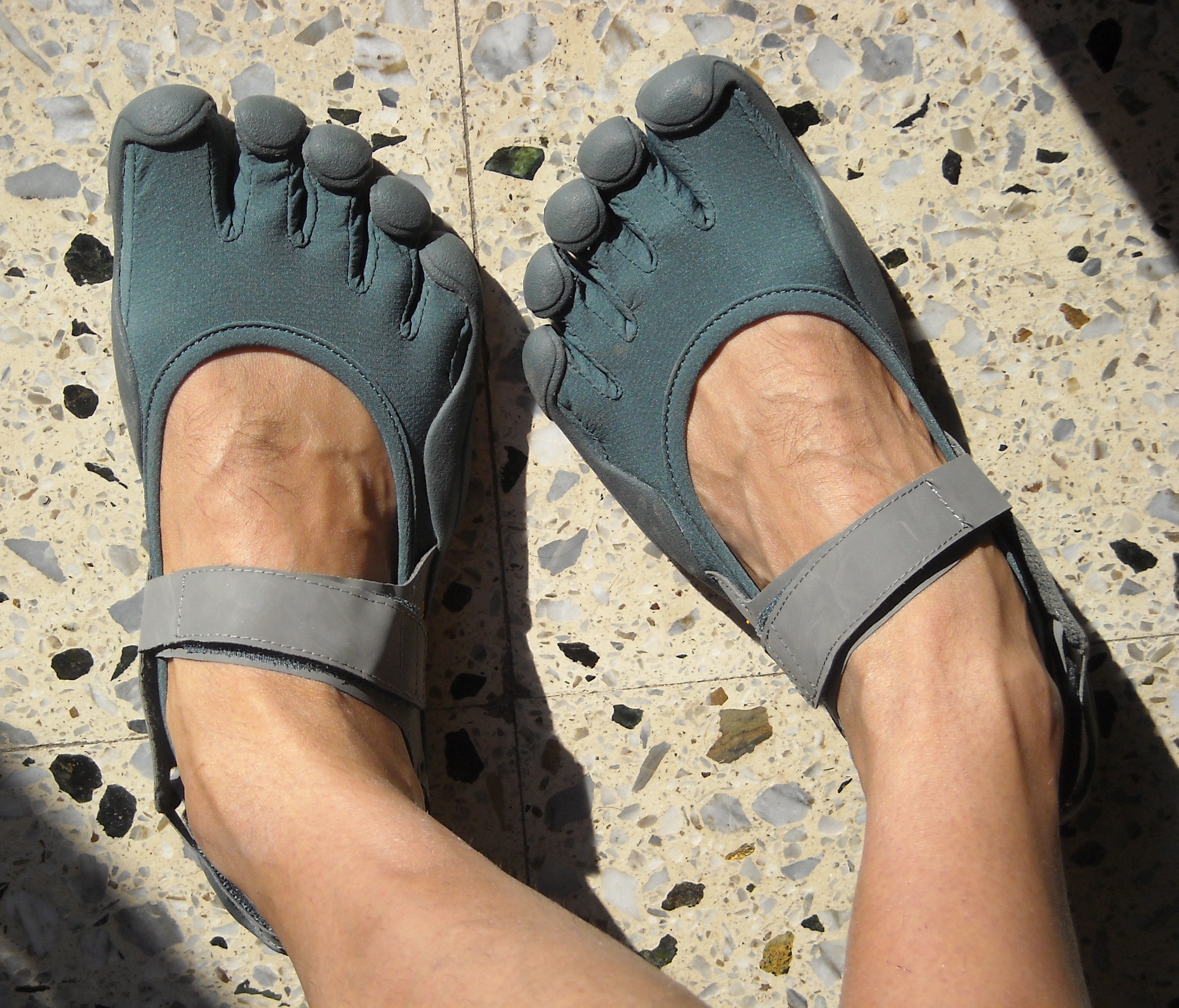
Une paire de chaussures à orteils Vibram

La chaussure à orteils (ou chaussure à orteils séparés) est un type de chaussure légère, appelé aussi « Gant de pied, nu pieds, cinq orteils », ou encore qualifié de « baskets-gants à mi-chemin entre chaussette et seconde peau » et faisant partie de la famille des chaussures dites minimalistes.

## Description
La chaussure à orteils est une chaussure légère et peu structurée, avec une semelle souple et fine. Elle est composée d'une pointe divisée en 5 compartiments afin d'envelopper séparément chaque orteil, de la même façon qu'un gant enveloppe chaque doigt de la main. La chaussure destinée à la course minimaliste est composée de caoutchouc type élastomère (semelle), de polyamide (dessus de la chaussure) et de microfibre anti-microbienne (semelle intérieure), mais il existe des modèles fabriqués dans d'autres matériaux tels que le silicone. Ce type de chaussure est utilisé, notamment pour la course à pied minimaliste (Il peut être aussi utilisé pour d'autres sports, tels le yoga, le surf, les arts martiaux), grâce à une semelle très fine, il permet de retrouver les sensations de marche et de course à pied pieds-nus. La chaussure est déclinée en multiples modèles par les fabricants.

### Origines
Inventée en 1999 par Robert Fliri, un étudiant en design italien du Val Venosta qui « voulait trouver un moyen de mieux se déplacer dans la nature »,,, la chaussure à orteils a été développée en 2005 avant d'être présentée pour la première fois, la même année, par le fabricant italien Vibram et commercialisée sous le nom de Vibram FiveFingers ou 5doigts en langue française. Ciblant initialement les yachteurs,, elles se sont révélées inadaptées à cet usage.

### Usages
Elle est utilisée notamment dans les activités suivantes :
- Jogging
- Randonnée
- Yoga ou Pilates
- Arts martiaux
- Surf
- Kayak

## Santé et orthopédie

### Caractéristiques orthopédiques pour la course à pied
Les arguments orthopédiques en faveur de la chaussure à orteils sont liés à des thèses scientifiques sur la posture de la foulée, dont celle de David Lieberman, qui cherchent à atteindre, pour le coureur, l'objectif d'une course qualifiée de plus physiologique en défendant le principe de la course à pied pieds-nus. Ces thèses sont construites à partir de la critique du concept de fabrication des chaussures de course conventionnelles, en soutenant que celles-ci sont équipées d'un renfort au talon qui impose une position du pied qui ne serait pas naturelle et qui endommagerait les structures squelettiques. Ces thèses n'ont pas atteint le consensus au sein de la communauté scientifique. Paradoxalement l'argument des dommages au squelette a été également utilisé par les opposants à la course pieds-nus. Certains spécialistes ont avancé que si les chaussures à orteils améliorent la sensation du sol, par ailleurs elles font courir des risques de blessure plus importants et ne conviendraient qu'à des coureurs « bio-mécaniquement parfaits »,,. Selon une étude commandée en 2011 par l'American Council on Exercise, l'intérêt de ce genre de chaussures dépendrait du style de course. Les spécialistes orthopédistes craignent pour ses utilisateurs des risques de lésions (fractures de fatigue, entorses de cheville ou  tendinites achilléennes), mais il est difficile de tirer des conclusions rigoureusement scientifiques quant à la responsabilité de ce type de chaussures dans les lésions du pied, du fait du caractère pluri-paramétrique de la formation de ces lésions,.

### Les bienfaits supposés pour la santé
Présente dans l'argumentaire publicitaire des marques de sport, l'affirmation du bienfait pour la santé qu'apporterait l'utilisation des chaussures à orteils est loin d'avoir été corroborée par la communauté scientifique de façon unanime. La question a été posée à la justice américaine à travers un recours collectif de consommateurs lancé en mars 2012 dans l'État du Massachusetts, puis en Californie et dans l'Illinois, à l'encontre de la société Vibram USA Inc, considérant qu'il y avait publicité mensongère lorsque l'entreprise prétendait que ses modèles de chaussures à orteils réduisaient les risques de blessures et renforçaient les muscles du pied. Le recours a été initié par une acheteuse de chaussures à orteils Vibram, Valérie Bedzek, dont la plainte contestait la véracité de l'argumentaire publicitaire de Vibram USA Inc. sur des bienfaits pour la santé de leur produit. Valérie Bedzek jugeait qu'elle n'aurait jamais acheté ce type de chaussures sans cet argumentaire qui aurait permis à Vibram USA Inc. de fixer un niveau de prix de vente supérieur à celui des chaussures de course conventionnelles présentes sur le marché et d'en tirer une plus-value indue à l'aide de faux arguments.[pertinence contestée] Tout en niant toute faute ou responsabilité de leur part, la société Vibram USA Inc a accepté un accord de résolution de conflit (en) avec la partie adverse où elle s'est engagée à consacrer une somme de 3,75 millions de dollars américains en vue d'un dédommagement de ses clients, et à renoncer à son argumentaire publicitaire sur les bienfaits pour la santé de son produit tant que la société n'aura pas les moyens de prouver scientifiquement ses assertions.

#### Avantages supposés
Elle posséderait les avantages suivants :
- meilleure mobilité des orteils,
- rétablissement d'une foulée naturelle sans courir sur les talons[29],
- renforcement des muscles des pieds et des jambes,
- amélioration de l'équilibre, de la posture et de l'agilité[30].
- Meilleure proprioception[1]

#### Inconvénients supposés
- Perte de l'effet syndactylie obtenu grâce à l'enveloppe commune des orteils. La fractures ou luxation d'un orteil peut ainsi survenir lors de contraintes mécaniques plus faibles[réf. nécessaire].

## Situation commerciale
Le succès commercial des chaussures à orteils s'appuie sur la mode de la course pieds-nus qui fut popularisée par les champions olympiques Herb Elliott et Abebe Bikila en 1960, ou encore par des figures telles que 
Michael Randall Hickman surnommé « El Caballo blanco », un coureur de longue distance empli d'une spiritualité et d'une philosophie qui inspira le personnage du livre, écrit en 2009 par Christopher McDougall,,
, Born to Run , devenu en quelques années « La Bible » inspiratrice de la course pieds-nus qui a popularisé ce mode de course auprès d'un large public.
Les chaussures à orteils ont été expérimentées pour la première fois dès l'année 2006, lors du Marathon de Boston et proposées, la même année, aux coureurs[réf. souhaitée], à l'initiative du coureur américain Ted "barefoot" McDonald. Elles ont été adoptées par des praticiens du yoga et des arts martiaux. Ces chaussures font l'objet d'un engouement aux États-Unis qualifié d'« insatiable ». Les ventes de chaussures à orteils de la marque inventrice Vibram sont passées de 470 000 $ en 2006 à 50 000 000 $ en 2010.
Aujourd'hui la société pionnière n'est plus le fabricant exclusif dans le monde de ce type de chaussures. À la suite du succès rencontré par ce produit parmi les consommateurs, d'autres fabricants ont développé des produits concurrents, tels que Feelmax,, de Terraplana,,, Nike, Adidas, Merrell, New Balance et Fila, dont le modèle Skele-toes a fait l'objet d'un dépôt de plainte pour imitation par Vibram. Une étude de la revue spécialisée Runner's world considère qu'une douzaine de marques devaient ainsi se disputer en 2011 le segment de marché de ces chaussures « minimalistes », qui représentait alors 2 % du total de celui des chaussures de course, avec une prévision de croissance à deux chiffres pour 2011. En 2012 le marché de la chaussure à orteils était toujours qualifié de « micro-marché peu mature » mais avec une évaluation des ventes par les spécialistes qui avaient augmenté au point de représenter 10 % de l'ensemble des ventes de la chaussure de course,, avec un marché représentant 25 milliards de dollars aux États-Unis. L'armée américaine en a par ailleurs interdit l'usage aux militaires à l'entraînement, au motif de la préservation d'une « image militaire professionnelle ».